# Кузьмин, Геннадий Николаевич
Геннадий Николаевич Кузьмин — советский хозяйственный деятель, Герой Социалистического Труда.

## Биография
Родился в 1947 году в Алтайском крае. Член КПСС.
В 1967—1970 — военнослужащий Советской армии.
В 1970—2007 годах — вальщик леса, машинист трелёвочной машины Усьвинского леспромхоза Министерства лесной, целлюлозно-бумажной и деревообрабатывающей промышленности СССР.
Указом Президиума Верховного Совета СССР от 22 мая 1986 года присвоено звание Героя Социалистического Труда с вручением ордена Ленина и золотой медали «Серп и Молот».
Делегат XXVII съезда КПСС.
Живёт в Чусовом.

## Награды и звания
- Герой Социалистического Труда (22.05.1986)
- Орден Ленина (22.05.1986)
- Орден Трудового Красного Знамени (19.03.1981)